# 天目山凤仙花
天目山凤仙花（学名：Impatiens tienmushanica）为凤仙花科凤仙花属的植物，是中国的特有植物。分布在中国大陆的浙江等地，生长于海拔800米的地区，常生长在山坡林下岩石旁潮湿处，目前尚未由人工引种栽培。